# 리지 맥과이어 (영화)
리지 맥과이어(The Lizzie McGuire Movie)는 힐러리 더프가 주연한 미국의 영화이다. 2000년부터 2004년까지 방영된 청소년 드라마 리지 맥과이어의 스페셜 에피소드 정도로 해석이 되는 영화이다. 총 65편의 드라마 에피소드와 66번째 에피소드인 이 영화는 65개의 에피소드와 1개의 영화로 2004년 총 마무리가 지어졌다.

## 출연

### 주연
- 힐러리 더프

### 조연
- 아담 램버그
- 로버트 캐러딘
- 할리 토드
- 제이크 토마스
- 야니 젤먼
- 알렉스 볼스타인
- 클레이튼 스니더
- 아쉴리 브리럴트

## 기타
- 원조: 테리 민스키
- 공동제작: 수잔 에스텔 전슨
- 미술: 더글라스 히긴스
- 의상: 모니크 프러드홈
- 의상: 데이빗 C. 로빈슨
- 배역: 로빈 리핀